# Nowosiółki (rejon łuniniecki)
Nowosiółki (biał. Навасёлкі; ros. Новосёлки) – wieś na Białorusi, w obwodzie brzeskim, w rejonie łuninieckim, w sielsowiecie Bostyń.
W pobliżu znajduje się zbiornik retencyjny Wołuta.
Przed II wojną światową folwark. W XIX w. opisywane jako najodludniejsza, zapadła miejscowość Pińszczyzny. W dwudziestoleciu międzywojennym leżały w Polsce, w województwie poleskim, w powiecie łuninieckim, do 18 kwietnia 1928 w gminie Łunin, następnie w gminie Czuczewicze. Po II wojnie światowej w granicach Związku Sowieckiego. Od 1991 w niepodległej Białorusi.